# 春日權現
春日權現（日语：／ Kasugagonken）為日本神佛習合的神祇，有武甕槌命、經津主神、天兒屋命、比賣神（即不空羂索觀音、藥師如來、地藏菩薩、十一面觀音為本地佛）等四位神靈，又稱春日大明神。明治元年神佛分離、廢佛毀釋之前，該神祇一直由春日社（今春日大社）奉祀。

## 概要
春日社主祭的四位神明（武甕槌命、經津主神、天兒屋命、比賣神）中，天兒屋命乃藤原氏（正確來說是中臣氏）的祖神。隨著神佛習合的演變發展，加上天皇自長岡京遷都平安京，在政治上具有影響力的藤原氏一族也自奈良進入京都。春日社的神宮寺，也就是該家族氏寺的興福寺發揮了強大的影響力，故事實上春日社是屬於藤原氏支配的寺領。
寬仁2年（1018年）興福寺的僧侶在春日社舉辦法華八講法會，使得後者之佛教色彩增強。以佛法護佑國家為由，鹿島大明神（（日語）タケミカヅチ）及香取大明神（經津主神）遷座至御蓋山（即奈良縣奈良市三笠山），受本地垂迹思想影響，祭神稱為權現。
|            | 舊稱 | 本地佛       |
| ---------- | ---- | ------------ |
| 春日大明神 | 一殿 | 不空羂索觀音 |
| 春日大明神 | 二殿 | 藥師如來     |
| 春日大明神 | 三殿 | 地藏菩薩     |
| 春日大明神 | 四殿 | 十一面觀音   |

本殿以外的攝、末社也受到本地垂迹影響：
| 舊稱     | 本地佛     |
| -------- | ---------- |
| 若宮     | 文殊菩薩   |
| 三十八所 | 彌勒菩薩   |
| 榎本     | 毘沙門天   |
| 紀社     | 虛空藏菩薩 |
| 一言主   | 不動明王   |
| 祓戶     | 阿彌陀如來 |

有一份名為《春日權現靈驗記》的繪卷，相傳乃作為法相宗之教學或成唯識論之學習者為了維護春日權現而作。當時盛行「春日曼荼羅」，大多描繪本殿（一殿至四殿）、若宮等地本地佛。

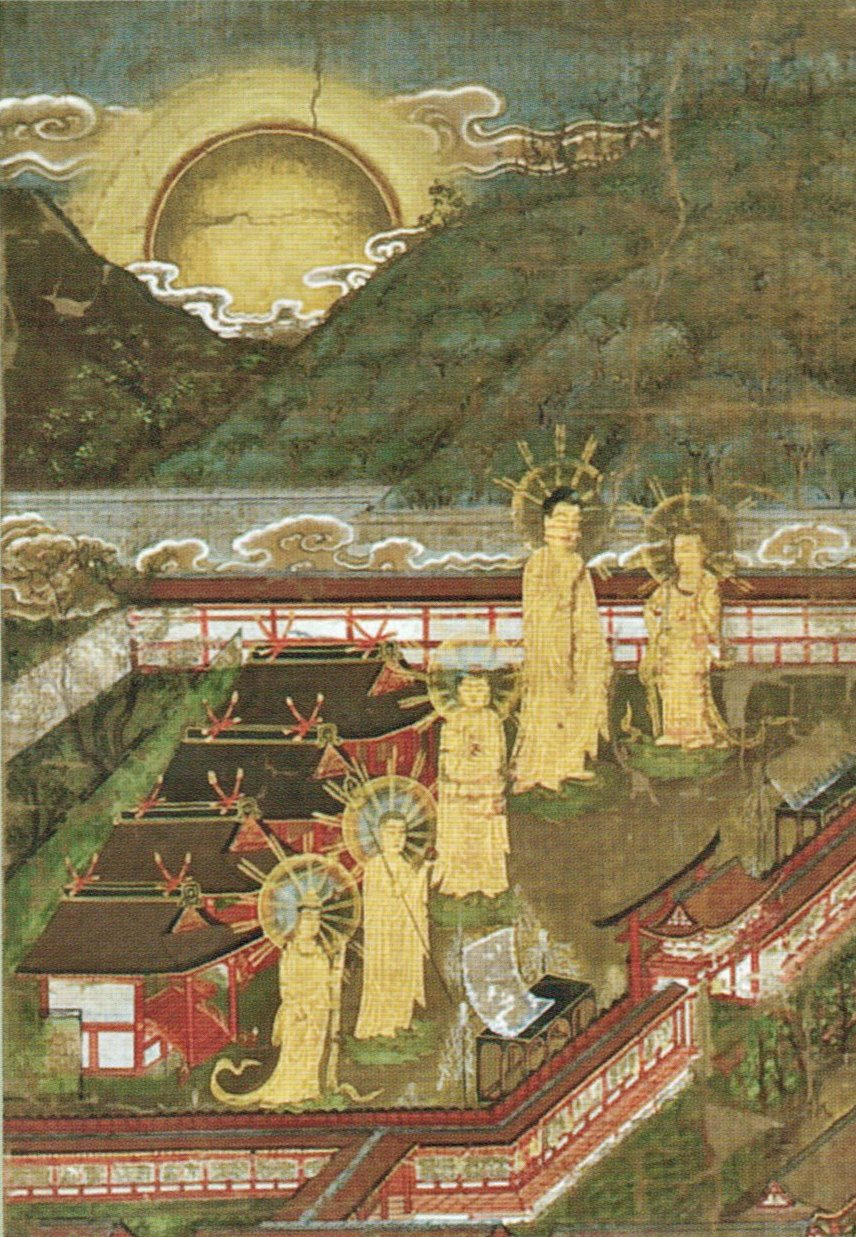
南北朝時代春日宮曼荼羅，背景為春日山，南面為春日社四所明神一殿至四殿。
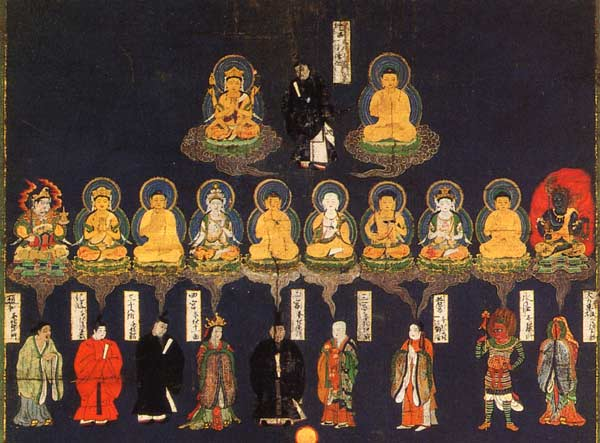
祭神與本地佛對應的春日曼荼羅：最上行乃一宮，下行左起依序為榎本社、紀社、三十八所、四宮、二宮、三宮、若宮、水谷社、一言主社。

### 神佛習合與分離
明治維新的改革運動提倡神佛分離、廢佛毀釋，春日權現遭到廢除。在經濟財力惡化下，興福寺的僧侶大多還俗，改擔任春日社的神職。後來興福寺的寺領遭到明治政府沒收，春日社自興福寺脫離成為春日神社（現在改稱春日大社）。

## 內部連結
- 春日神
- 春日大社

## 外部連結
- （日語）奈良女子大学：春日権現霊験記繪巻 （页面存档备份，存于）